# 산단로 (부산)
산단로는 부산광역시 기장군 정관읍 모전리와 예림리를 잇는 부산광역시의 도로이다. 정관산업단지의 중앙을 관통하기 때문에 산단로라고 명명되었다. 부산광역시도 제50호선의 일부이며 예림리 쪽은 정관로와 접속될 예정이나 접속도로는 개설되지 않았다.

## 주요 경유지
부산광역시
- 정관읍

## 노선
| 이름              | 접속 노선                                              | 소재지 | 소재지 | 비고   |
| ----------------- | ------------------------------------------------------ | ------ | ------ | ------ |
| 모전리            | 부산광역시도 제50호선 부산광역시도 제5001호선 (정관로) | 기장군 | 정관읍 |        |
| 나무누리근린공원  | 부산광역시도 제5002호선 (정관3로)                      | 기장군 | 정관읍 |        |
| (이름 없음)       | 부산광역시도 제81호선 (정관산업로) (정관중앙로)        | 기장군 | 정관읍 |        |
| 정관제1호근린공원 | 부산광역시도 제5003호선 (산단2로)                      | 기장군 | 정관읍 |        |
| (이름 없음)       | 부산광역시도 제5003호선 (산단4로)                      | 기장군 | 정관읍 |        |
| (예림1교 남단)    | 산단8로                                                | 기장군 | 정관읍 |        |
| 예림리            |                                                        | 기장군 | 정관읍 |        |
| 덕산 교차로       | 국가지원지방도 제60호선 부산광역시도 제88호선 (정관로) | 기장군 | 정관읍 | 미개통 |